# Бромке, Адам
Адам Лех Бромке (пол. Adam Lech Bromke, 11 июля 1928, Варшава — 5 октября 2008, Варшава) — польский политолог, советолог, преподаватель университета, харцерский активист и участник Варшавского восстания. 

## Биография
Во время Второй мировой войны Адам Бромке был активным членом 21-й Варшавской скаутской группы. Он стал солдатом Армии Крайовой. Его определили во 2-ю разведывательную зенитно-артиллерийскую батарею «Жбик». Принимал участие в Варшавском восстании, после его поражения попал в плен. Пребывал в том числе в Шталаге 344 Ламсдорф, сбежал 1 декабря 1944 года из транспорта с заключёнными, предназначенного для работы в Австрии. В 1945 году он сдал выпускной экзамен в средней школе Томаша Зана в Прушкуве, в том же году возродил 21-ю Варшавскую скаутскую команду.
Вскоре он эмигрировал в Великобританию, где завершил обучение. Затем в 1950 году он поехал в Канаду. В 1953 году он получил докторскую степень в Монреальском университете, а в 1963 году — в Университете Макгилла. Он преподавал в Карлтонском университете (до 1973 года) и в Университете Макмастера (до 1988 года, занимая, среди прочего, должность декана факультета политологии). Участвовал в деятельности различных научных организаций, в том числе Канадской славянской ассоциации. Он стал одним из самых известных канадских учёных, специализирующихся на политических отношениях Восточной Европы. Будучи специалистом по советологии, он также был экспертом правительств США и Канады. Он был инициатором и руководил реализацией воздушной кампании радиостанции Радио «Свобода», в нью-йоркском отделении которой он работал, среди прочего, в 1950-х годах как руководитель редакции материалов, отправленных таким способом.
В 1988 году Адам навсегда вернулся в Польшу. Через два года он получил звание профессора гуманитарных наук. Был членом Комитета политологии Польской академии наук. Он стал соучредителем Европейского университета права и управления, а в 1997–2007 годах занимал должность его проректора.
Решением от 14 октября 1998 года президент Александр Квасьневский наградил его Большим крестом ордена Polonia Restituta.
Похоронен на Повонзковском кладбище в Варшаве (участок под стеной В-55).

## Избранные публикации
- Eastern Europa in the aftermath of Solidarity, East European Monographs, Boulder, 1985
- Gierek’s Poland (współautor), F.A. Praeger, Nowy Jork 1973
- O aktualności Dmowskiego. Romantyzm czy realizm?, Periculum, Warszawa 1986
- Państwa komunistyczne u progu lat siedemdziesiątych (współautor), Odnowa, Londyn 1973
- Polak w świecie, Graf-Punkt, Warszawa 1995
- Poland: the last decade, Mosaic Press, Ontario 1981
- Poland: the protracted crisis, Mosaic Press, Ontario 1983
- Poland's politics: idealism vs. realism, Harvard University Press, Cambridge 1967
- Polska diaspora, Polish Alliance Press, Toronto 1972
- The communist states at the crossroads between Moscow and Peking, F.A. Praeger, Nowy Jork 1965
- The communist states and the West (współautor), F.A. Praeger, Nowy Jork 1967
- The communist states in disarray, 1965–1971 (współautor), University of Minnesota Press, Minneapolis 1972
- The communist states in the era of détente, 1971–1977 (współautor), Mosaic Press, Oakville 1981
- The first conflict of the Cold War (współautor), Committee of the Tenth Anniversary of the Warsaw Rising in Canada, Toronto 1954
- The meaning and uses of Polish history, East European Monographs, Boulder, 1987
- Stosunki Wschód-Zachód w latach osiemdziesiątych, PISM, Warszawa 1989